# Hans Fahrni
Hans Fahrni est un joueur d'échecs suisse né le 1er octobre 1874 à Prague et mort le 28 mai 1939 à Ostermundigen.

## Biographie
Né à Prague, Hans Fahrni émigra en Suisse puis en Allemagne. Il remporta les tournois de :
- Cobourg 1904 (Hauptturnier B du congrès allemand d'échecs) ;
- Munich 1909 (devant Alapine, Tartakover et Spielman) ;
- San Remo 1911 (devant Leo Fleischmann, Borislav Kostić, Richard Réti et Isidor Gunsberg)[1].

Il disputa de nombreux matchs, annulant contre Alexandre Alekhine en 1908, battant Salwe en 1908, Curt von Bardeleben en 1912 et annulant contre Leonhardt en 1914.
Après la Première Guerre mondiale, Hans Fahrni retourna en Suisse. En Suisse, il composa plus de 160 études d'échecs.
Son frère Paul Fahrni fut covainqueur du championnat de Suisse d'échecs en 1892,.